# Sara Colangelo
Sara Colangelo is een Amerikaanse regisseuse en scenarioschrijfster van Italiaanse afkomst.

## Biografie
Sara Colangelo werd in Massachusetts geboren als de dochter van een Italiaanse vader en een Italo-Amerikaanse moeder. Ze groeide op in een kleine fabrieksstad ten noorden van Worcester (Massachusetts).
Ze studeerde geschiedenis aan Brown University en verhuisde nadien voor een jaar naar Italië om er filmstudies te volgen. Nadien keerde ze terug naar de Verenigde Staten en sloot ze zich aan bij de Tisch School of the Arts, de filmschool van New York University.

## Carrière
Colangelo begon haar carrière met het schrijven en regisseren van korte films, waaronder Little Accidents (2010). In 2014 maakte ze haar officieel filmdebuut door een langspeelversie van Little Accidents te regisseren. Voor het project werkte ze samen met bekende acteurs als Boyd Holbrook, Elizabeth Banks, Josh Lucas en Chloë Sevigny. Haar script voor Little Accidents leverde haar een nominatie voor een Independent Spirit Award op.
Enkele jaren later maakte ze met The Kindergarten Teacher (2018) een Amerikaanse remake van de Israëlische film Haganenet (2014). Voor de film werkte ze samen met onder meer Maggie Gyllenhaal en Gael García Bernal. Voor het camerawerk schakelde Colangelo haar oude schoolgenoot Pepe Avila del Pino in. De twee werkten nadien ook samen aan de biografische dramafilm Worth (2020).

## Filmografie
| Jaar | Titel                    | Regisseuse | Scenariste |
| ---- | ------------------------ | ---------- | ---------- |
| 2014 | Little Accidents         |            |            |
| 2018 | The Kindergarten Teacher |            |            |
| 2020 | Worth                    |            |            |